# Andriivka, Reșetîlivka
Andriivka (în ucraineană Андріївка) este un sat în comuna Demîdivka din raionul Reșetîlivka, regiunea Poltava, Ucraina.

## Demografie
Componența lingvistică a localității Andriivka
     Ucraineană (95,45%)
     Rusă (4,55%)
Conform recensământului din 2001, majoritatea populației localității Andriivka era vorbitoare de ucraineană (95,45%), existând în minoritate și vorbitori de rusă (4,55%).